# Hesperocharis costaricensis
Hesperocharis costaricensis é uma borboleta da família Pieridae. Encontra-se desde o México, através da América Central, e até à Venezuela.
Os adultos voam de Fevereiro a Março e de Junho a Julho, no México.

## Subespecies
- Hesperocharis costaricensis costaricensis (Costa Rica)
- Hesperocharis costaricensis paixão (Reakirt, [1867]) (México, Guatemala)